# 鄭士奎
鄭士奎（16世紀—17世紀），字仲文，福建福州府閩縣人，明朝政治人物。

## 生平
鄭士奎是萬曆七年（1579年）己卯科福建鄉試第六十六名舉人，授歸化教諭，陞湘潭知縣，宦官到縣橫索人民，他拿起竹籤擲中對方額頭，因此被罷官。

## 引用
1. 1 2  民國《閩侯縣志·卷六十六·列傳四上　明閩縣》：鄭渭 榜姓孫，字應清，嘉靖辛丑進士……子士奎，字仲文，萬厯己卯舉人，歸化教諭，遷湘潭知縣，中使至縣橫索，士奎以籤擲其顙流血，自是免官。